# Hermod
Hermod (staronordijski Hermóðr) je bog iz nordijske mitologije. Sin je vrhovnoga boga Odina i supruge mu božice Frigg. Iz skupine je Asa. 
Ponajbolji je jahač od svih bogova. I jedino je on živ izašao iz Hela. 
Kada je umro bog Baldr, Hermodov brat, Frigg ga šalje k Hel da je zamoli da ga pusti natrag.  Hermod zajaše Sleipnira, Odinovog osmonogog konja i krene put Hela. Jahao je devet noći dok nije stigao do rijeke Gjallar koju je prešao preko svijetlozlatnog mosta Gjallarbru kojeg čuva djevojka Modgud. Ona ga uputi put Hela. Kad je sigao do ograde Helgrind snažno podbode Sleipnira te ovaj preskoči ogradu Hela ni dotaknuvši je. U Helinu dvoru ugleda brata Baldra kako sjedi na počasnome mjestu. Prenoći, a ujutro ispriča Hel kako sve žali za Baldrom i zamoli je da ga pusti kući, na što ona pristane pod uvjetom da ga sve mrtvo i živo oplakuje. Na odlasku Baldr vraća Odinu prsten Draupnir što ga je ovaj položio na sinovljevu lomaču, a Baldrova supruga Nanna koja je od tuge umrla za mužem, šalje tkaninu za Frigg i zlatni prsten za Fullu. S ovom se porukom Hermod vratio u svijet bogova Asgard. 
Baldr ipak nije vraćen jer je jedna divica odbila žaliti za njim. Mnogi smatraju da je to bio prerušeni Loki koji je i prouzročio Baldrovu smrt.